# Alfred Schmitt
| Odkryte planetoidy: 4 | Odkryte planetoidy: 4 |
| --------------------- | --------------------- |
| (1215) Boyer          | 19 stycznia 1932      |
| (1614) Goldschmidt    | 18 kwietnia 1952      |
| (1622) Chacornac      | 15 marca 1952         |
| (3156) Ellington      | 15 marca 1952         |

Alfred Schmitt (ur. 30 listopada 1907 w Bust, zm. 2 kwietnia 1975) – francuski astronom. Odkrył cztery planetoidy.

## Życiorys
W latach 30. i 40. XX wieku pracował w obserwatorium w Algierze (odkrył tam planetoidę (1215) Boyer), od 1949 w obserwatorium w Strasburgu. W latach 1952–1953 odkrył trzy planetoidy w Królewskim Obserwatorium w Ukkel w Belgii. W latach 1955–1958 był dyrektorem obserwatorium w Quito w Ekwadorze. W roku 1973 przeszedł na emeryturę.
Pomiędzy 1940 a 1948 ożenił się ze swoją koleżanką z obserwatorium, astronom Odette Bancilhon.
Nazwa planetoidy (1617) Alschmitt odkrytej przez jego kolegę z obserwatorium w Algierze, Louisa Boyera, pochodzi od jego nazwiska.